# Kearny (Arizona)
Kearny ist eine Stadt in Pinal County im Bundesstaat Arizona in den USA. Das U.S. Census Bureau hat bei der Volkszählung 2020 eine Einwohnerzahl von 1.741 ermittelt.

## Geographie
Die Stadt liegt ca. 110 Kilometer südöstlich von Phoenix und 90 Kilometer nördlich von Tucson. Sie liegt außerdem am Gila River und an der Arizona State Route 177. Schwesterstädte sind Hayden und Winkelmann. Der lokale Kearny Airport ist am Stadtrand gelegen.

## Geschichte
Ursprünglich war das Gebiet des heutigen Kearny von den Apachen kontrolliert. Im 17. und 18. Jahrhundert besuchten spanische Entdecker das Gebiet, konnten aber wegen der Apachen keine dauerhaften Siedlungen errichten. Auch mit Einwanderern aus Mexiko gab es erbitterte Konflikte mit den Ureinwohnern. Erst 1820 kamen die ersten Amerikaner in die Region, die Trapper waren und
meist aus Taos, New Mexico stammten. Die Stadt wurde schließlich nach General Stephen W. Kearny benannt, der im Jahre 1846 während des Mexikanisch-Amerikanischen Krieges dort mit 100 Dragonern Station machte. Bald darauf wurden in dem Gebiet Bodenschätze gefunden. Nach blutigen Auseinandersetzungen wurden die Apachen vertrieben. Danach stieg die Zahl der neuen Siedler sprunghaft an.
Die wirtschaftliche Lebensgrundlage für die Bevölkerung ist heute in erster Linie die nahe gelegene Kupferhütte mit dem Hayden Smelter.

## Demographie
Altersstruktur 2020:
Unter 5 Jahre: 5,4 %
Unter 18 Jahre: 28,0 %
18 Jahre und älter: 72,0 %
65 Jahre und älter: 23,9 %